# 維克斯1.59吋後裝速射炮Mk II
維克斯1.59吋後裝速射炮Mk II（英語：1.59-inch Breech-Loading Vickers Q.F. Gun, Mk II）是一款由英国武器生產商維克斯有限公司於第一次世界大战期間設計和生產的輕型火炮。該火炮原定用於堑壕战，但其後卻通過飛機作出空對空與空對地測試。儘管它只能發射砲彈而無發射火箭的能力，但它卻被廣泛地誤稱為“維克斯-克雷福德火箭炮”（英語：Vickers-Crayford rocket gun）。

## 設計
早在第一次世界大戰初期，維克斯就已經設計了該火炮，並擬定把它裝備戰壕裡的步兵，用作進攻机枪陣地和碉堡的輕型火炮。為了使得它便於步兵使用，它的口徑很小，重量亦很輕便。但它的輕巧結構亦決定了其炮口初速較低的，而這也導致其射程很短。它過於輕便，卻無法承受英國標準爆炸性推進藥所引發的爆炸，因此取而代之般使用的彈藥推進藥是裝在麻紗袋裡的巴里斯太火藥。該炮以800英尺／秒（244公尺／秒）的初始速度發射重達1.2磅（0.54千克）高爆彈；它也可以1,000英尺／秒（305公尺／秒）的初始速度發射一枚穿甲彈。該炮所擊發的40×79毫米R彈藥是皇家海軍40×158毫米R高射機炮炮彈的縮短版本，其彈殼長度從158毫米（6.22英寸）縮短至79毫米（3.11英寸）。
為了便於在戰壕當中使用，該火炮為單發式火炮；炮手在擊發每發炮彈以後，必須將炮彈擊發過後剩下的空彈殼手動抽出，並且重新裝填火炮，這導致它的射速很低。它裝上了附有擊發齒輪的簡易後膛，並且架設在非緩沖式框架以上；該框架是由液壓緩衝器、耳軸擋塊和後導管所組成。而握柄安裝在導管以上。該火炮裝有一具大型砲口制退器，以減緩後座力。
維克斯在其位於英國克雷福德的工廠生產該火炮。

## 操作歷史
在戰壕中使用維克斯1.59吋後裝速射炮Mk II的概念被更為簡單、更為便宜、更容易攜帶，亦更為有效的戰壕迫擊砲所取代。

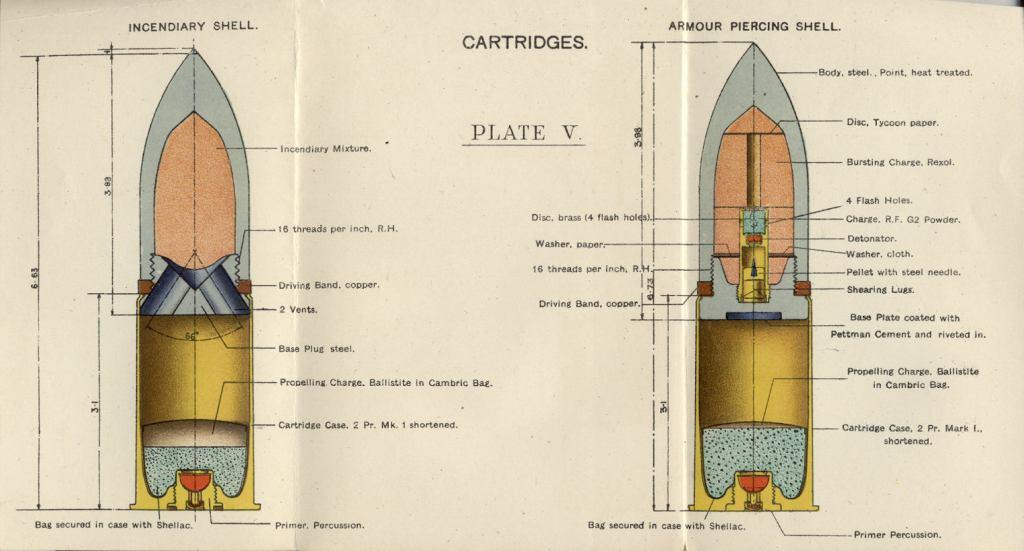
維克斯1.59吋後裝速射炮Mk II所配用的燃燒（左）和穿甲（右）彈藥。

由於不再需要在戰壕當中使用這門火炮，因此獲決定將其改為飛機以上搭載的空對空武器，用於攻擊空中的飛艇和觀測氣球，以至打擊地面目標，例如火車、軍火庫和坦克。當搭載在飛機以上時，該火炮可用以發射燃燒、穿甲和高爆彈藥。飛行途中的燃燒彈藥會從其彈底以上的兩個開口噴出非常炎熱的火焰，看起來就像該火炮已經射出了火箭。這也導致了該火炮被冠上了有誤導性、但廣泛使用的流行名稱為“維克斯-克雷福德火箭炮”（英語：Vickers-Crayford rocket gun）。
1917年，該火炮獲批准搭載於飛機以上。為了進行操作測試，1917年4月，它搭載於皇家飛行隊第100和102中隊的F.E.2b飛機以上。兩支中隊在夜間行動當中對其進行了測試，並且回報了不同的結果。第102中隊的隊長兼F.E.2b飛行員T·J·C.馬丁上尉在報告中指出，其座機的觀察員以該火炮向火車發射了30發炮彈後將它停下，而他的觀察員花費了30分鐘才發射了50發經過瞄準的炮彈；他提交的是對於該火炮及其潛力態度正面的報告。但是，第100中隊卻回報了火炮問題：報告中指出：“有時候，在釋放撞針以後的一段時間內，砲彈並無離開炮管；”在一次事件當中，一名炮手以為該火炮發生啞火，正準備打開後膛，以移除炮管內被認為是懸吊的砲彈時，它才在噴出火花以後掉落。這導致中隊在移除啞火以前，要求砲手等待五分鐘。該槍還具有扳机彈簧較弱，以及一部份炮彈使用了有缺陷的底火的問題。
英軍希望這門火炮能證明有效地對付向英國發動空襲的德國飛艇，因而安裝在英國戰鬥機以上，這樣一來就能夠向上射向戰鬥機以上的飛艇。可將該火炮架設在帕納爾偵察兵战斗机以上的計劃顯然並無實現。為了回應陸軍部的要求，維克斯製造了一架維克斯F.B.25雙座式夜間戰鬥機的原型機以使用該火炮；但F.B.25未能通過正式測試，並於1917年5月在通往Martlesham Heath的途中墜毀。皇家飛機工廠N.E.1夜間戰鬥機亦按照相同的規格而建造，可以攜帶該火炮；儘管其飛行良好，但仍然缺乏用作夜間戰鬥機的性能。

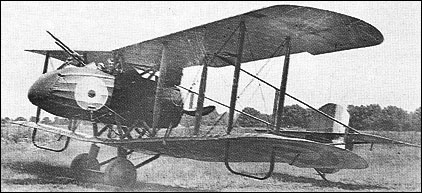
唯一的維克斯F.B.25夜間戰鬥機夜間戰鬥機原型機，並在其前座艙中搭載了一門維克斯1.59吋後裝速射炮Mk II。

在F.B.25和N.E.1都未能贏得生產訂單以後，人們對維克斯1.59吋後裝速射炮Mk II的操作應用的興趣顯得減弱了；此外，用於機槍的燃燒彈藥的採用亦導致在空中使用該火炮變得是不可取的事。而顯然地，第一次世界大戰結束以後，除了經過特殊訓練的人員仍然使用以外，該火炮的使用都已全部撤回。

## 流行文化

### 电子游戏
- 2016年—《1》：隨遊戲推出，命名為“反坦克火箭炮（AT Rocket Gun）”，1發炮彈裝填後膛，最高攜帶量為4發，為步兵反載具武器，使用時必須架設在內置式三腳架以上。多人模式中為突擊兵可使用的武器；其後隨追加下載內容“啟示錄”推出其防空型“防空火箭炮（AA Rocket Gun）”，同樣1發炮彈裝填後膛，但最高攜帶量降為3發，對地面載具火力亦較微弱，相對地內置式三腳架的可仰抬至完全高的角度，並可對飛機造成一定的損壞。

## 資料來源
1. 1 2 3 4  Williams, Anthony G., ,   [2020-08-10], （原始内容存档于2020-02-26）, This article is a summary of information in 'Flying Guns – World War 1: Development of Aircraft Guns, Ammunition and Installations 1914-32' by Anthony G Williams and Emmanuel Gustin.
2. 1 2 3 4 5 6 7 8  .   [2020-08-10]. （原始内容存档于2019-12-30）.
3. 1 2  .   [2020-08-10]. （原始内容存档于2020-02-03）.
4. ↑  Flight p764 （页面存档备份，存于） 12 June 1919